# Bernard de Verdun
Pour les articles homonymes, voir Bernard (prénom).
On sait peu de choses sur la vie de Bernard de Verdun, si ce n'est qu'il était un frère franciscain né à Verdun et ayant vécu dans la seconde moitié du XIIIe siècle. Son travail le plus significatif fut le Traité sur toute l'astronomie (Tractatus super totam astrologiam), dans lequel il défendait la théorie des épicycles et des excentriques de Ptolémée contre le système des sphères homocentriques d'al-Bitruji. À l'opposé des critiques formulées par Averroès et al-Bitruji, Bernard a soutenu que la théorie de Ptolémée était conforme à la physique d'Aristote. Il a en outre souligné de nombreuses insuffisances techniques du modèle d'al-Bitruji et l'a considéré comme insuffisamment développé pour contester le système de Ptolémée.